# 片添ヶ浜海水浴場

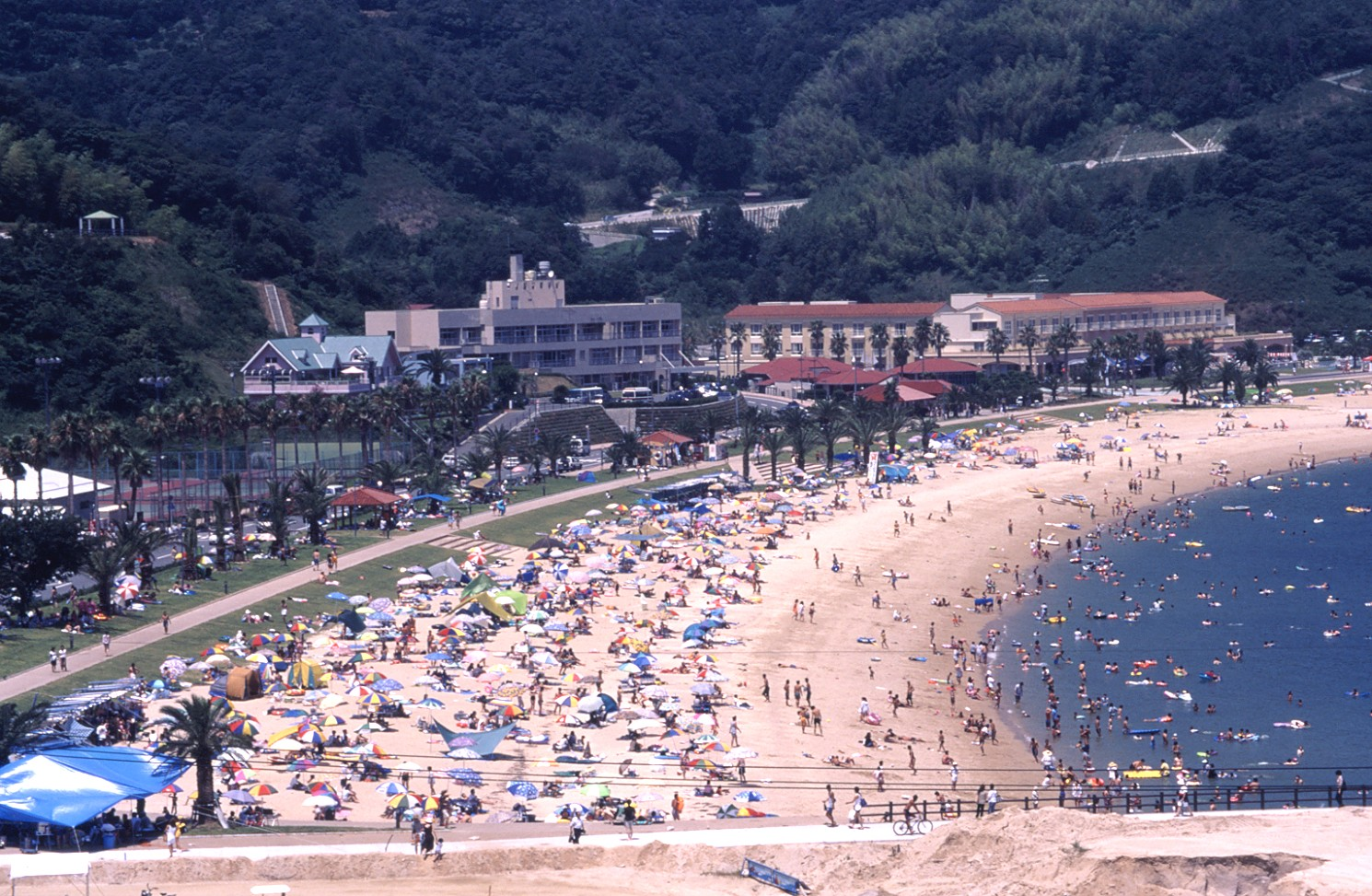
片添ヶ浜海水浴場

片添ヶ浜海水浴場（かたぞえがはまかいすいよくじょう）は、山口県大島郡周防大島町大字平野片添にある海水浴場。環境省による快水浴場百選、および日本の水浴場88選に選ばれている。砂浜全体の形状から、「バナナビーチ」とも呼ばれている。
海浜公園（片添ヶ浜海浜公園）の一角にあり、温泉（日帰り温泉施設）「片添ヶ浜温泉 遊湯ランド」が隣接している。海浜公園にはオートキャンプ場やコテージ、運動施設が設けられている。
7月上旬にビーチバレーボール大会、10月上旬には、「片添ヶ浜　砂の祭典」などのイベントが実施されている。

## 周辺
- 日本ハワイ移民資料館
- 屋代ダム
- 橘ウインドパーク
- 道の駅サザンセトとうわ
- 星野哲郎記念館
- 陸奥記念館
- サンシャインサザンセト

## 交通アクセス
- JR山陽本線 大畠駅下車、防長交通バス「周防油宇（すおうゆう）」行きで約40分、「周防下田（すおうしたた）」にて乗り換え約10分、「片添」バス停下車後すぐ。
- 柳井港・三津浜港より周防大島 松山フェリーにて伊保田港で下船後、バスまたはタクシー。
- 大島大橋から国道437号経由で約23km、道の駅サザンセトとうわから約1km。

## 歴史
- 1971年7月 - 町の観光協会が初めてテント村を設営。当時はアクセスが悪く小松港からバスで1時間30分を要したが、海水浴場の利用者は年間約3万人[1]。
- 2020年4月18日 - 2019新型コロナウイルスの感染拡大防止のために、オートキャンプ場の一時閉鎖が行われた[2]。